# Xavier Lapeyre

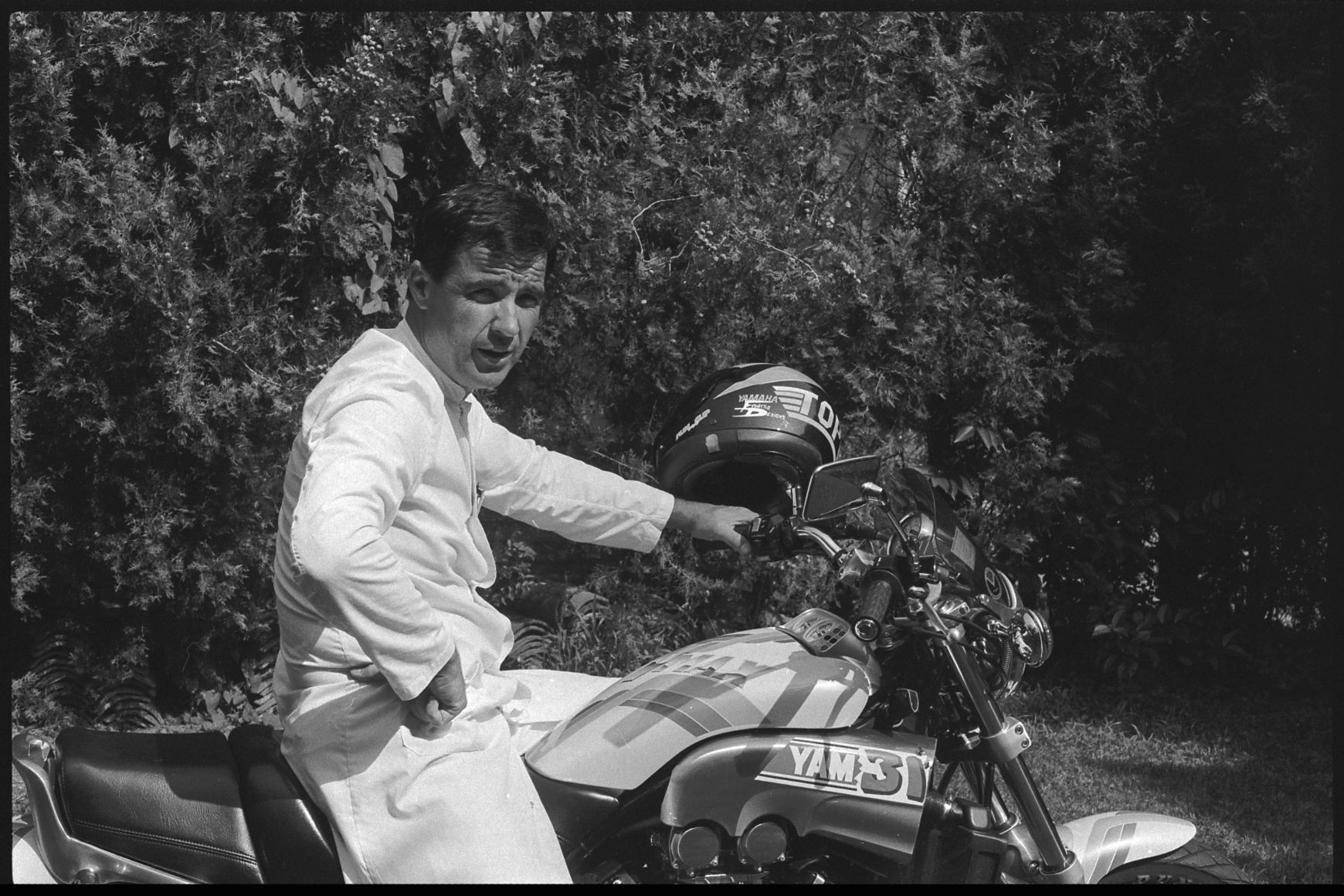
Xavier Lapeyre 1988

Xavier Lapeyre in einigen Quellen auch Lepeyre (* 13. April 1942 in Carcassonne) ist ein ehemaliger französischer Automobilrennfahrer.

## Karriere
Nach der Ausbildung zum Chiropraktiker (er praktiziert diesen Beruf seit 2007 wieder in Toulouse), wechselte er 1972 in den französischen Motorsport. Er fuhr zunächst in der Formel 2 und bestritt die Europameisterschaft 1975 auf einem Chevron B76 und im Jahr 1977 mit einem Martini MK19. Trotz anfänglicher Schwierigkeiten wechselte er 1979 in den Rallye-Sport, wo er schnell Siege erlangte. Er gewann in den Jahren 1979 und 1980 die Rallye de la Montagne Noire und 1981 die Rallye de Quercy.
1983/1984 fuhr er mit einem Range Rover ETT in der Rallye Paris-Dakar, bei der er frühzeitig ausfiel. Ein Jahr später fuhr er für das ROC-Audi-Team mit einem Audi quattro auf den 17. Platz in der Gesamtwertung. Mit Audi wurde er in den Jahren 1986 und 1991 Gesamtsieger der französischen Tourenwagen-Meisterschaft und in den Jahren 1985, 1987 und 1988 Vize-Meister.
Während seiner Rennfahrerzeit nahm er von 1974 bis 1991 insgesamt dreizehnmal an dem 24-Stunden-Rennen von Le Mans teil, mit dem besten Ergebnis 1978, als er Zwölfter in der Gesamtwertung wurde.

## Statistik

### Le-Mans-Ergebnisse
| Jahr | Team                         | Fahrzeug                | Teamkollege           | Teamkollege            | Platzierung             | Ausfallgrund              |
| ---- | ---------------------------- | ----------------------- | --------------------- | ---------------------- | ----------------------- | ------------------------- |
| 1974 | Mamers-Grac-Gotti-Meca       | Grac-Gotti MT20         | Max Mamers            |                        | Ausfall                 | Kupplungsschaden          |
| 1975 | Sociéte ROC                  | Lola T292               | Laurent Ferrier       | Christian Ethuin       | Ausfall                 | Antriebswellenschaden     |
| 1976 | GVEA - X. Lapeyre            | Lola T286               | Bernard Chevanne      |                        | Ausfall                 | Motorschaden              |
| 1977 | Daniel Broudy                | Lola T286               | Patrick Perrier       |                        | Ausfall                 | defekte Nabe am Vorderrad |
| 1978 | Anne-Charlotte Verney        | Porsche 911 Carrera RSR | Anne-Charlotte Verney | François Sérvanin      | Rang 12 und Klassensieg |                           |
| 1979 | Chevalley Racing Switzerland | Lola T286               | Patrick Perrier       | André Chevalley        | Ausfall                 | Chassis gebrochen         |
| 1980 | Malardeau Kremer Racing      | Porsche 935 K3          | Anne-Charlotte Verney | Jean-Louis Trintignant | Ausfall                 | Getriebeschaden           |
| 1981 | Porsche Kremer Racing        | Porsche 917K81          | Bob Wollek            | Guy Chasseuil          | Ausfall                 | Motorschaden              |
| 1982 | Jean Rondeau                 | Rondeau M382            | François Migault      | Gordon Spice           | Ausfall                 | Zündung                   |
| 1983 | Communaute Pays de Loire     | Rondeau M382            | Dany Snobeck          | Alain Cudini           | Ausfall                 | Motorschaden              |
| 1984 | Scuderia Jolly Club          | Lancia LC2              | Pierluigi Martini     | Beppe Gabbiani         | Ausfall                 | Zylinderkopfdichtung      |
| 1990 | Graff Racing                 | Spice SE88C             | Jean-Philippe Grand   | Michel Maisonneuve     | Rang 23                 |                           |
| 1991 | Graff Racing                 | Spice SE88C             | Jean-Philippe Grand   | Michel Maisonneuve     | Ausfall                 | Motorschaden              |

### Einzelergebnisse in der Sportwagen-Weltmeisterschaft
| Saison | Team                       | Rennwagen               | 1   | 2   | 3   | 4   | 5   | 6   | 7   | 8   | 9   | 10  | 11  | 12  | 13  | 14  | 15  | 16  | 17  |
| ------ | -------------------------- | ----------------------- | --- | --- | --- | --- | --- | --- | --- | --- | --- | --- | --- | --- | --- | --- | --- | --- | --- |
| 1974   | Grac-Gotti                 | Grac-Gotti MT20         | MON | SPA | NÜR | IMO | LEM | ZEL | WAT | LEC | BRH | KYA |     |     |     |     |     |     |     |
| 1974   | Grac-Gotti                 | Grac-Gotti MT20         |     | DNF |     |     |     |     |     |     |     |     |     |     |     |     |     |     |     |
| 1975   | ROC                        | Lola T294               | DAY | MUG | DIJ | MON | SPA | PER | NÜR | ZEL | WAT |     |     |     |     |     |     |     |     |
| 1975   | ROC                        | Lola T294               |     |     | DNF | DNF |     |     |     |     |     |     |     |     |     |     |     |     |     |
| 1976   | Xavier Lapeyre             | Lola T296               | MUG | VAL | NÜR | MON | SIL | IMO | NÜR | ZEL | PER | WAT | MOS | DIJ | DIJ | SAL |     |     |     |
| 1976   | Xavier Lapeyre             | Lola T296               |     |     |     |     |     |     |     |     |     | 5   |     |     |     |     |     |     |     |
| 1978   | Anne-Charlotte Verney      | Porsche 911 Carrera RSR | DAY | SEB | MUG | TAL | DIJ | SIL | NÜR | LEM | MIS | DAY | WAT | VAL | ROD |     |     |     |     |
| 1978   | Anne-Charlotte Verney      | Porsche 911 Carrera RSR |     |     |     |     | 12  |     |     |     |     |     |     |     |     |     |     |     |     |
| 1979   | Chevalley Racing BP Racing | Lola T286 Ford Capri    | DAY | SEB | MUG | TAL | DIJ | RIV | SIL | NÜR | LEM | PER | DAY | WAT | SPA | BRH | ROA | VAL | ELS |
| 1979   | Chevalley Racing BP Racing | Lola T286 Ford Capri    |     |     |     |     |     |     |     | DNF |     |     |     | DNF |     |     |     |     |     |
| 1980   | Kremer Racing              | Porsche 935             | DAY | BRH | SEB | MUG | MON | RIV | SIL | NÜR | LEM | DAY | WAT | SPA | MOS | ROA | VAL | DIJ |     |
| 1980   | Kremer Racing              | Porsche 935             |     |     |     |     |     | DNF |     |     |     |     |     |     |     |     |     |     |     |
| 1981   | Kremer Racing BP Racing    | Porsche 917 Ford Capri  | DAY | SEB | MUG | MON | RIV | SIL | NÜR | LEM | PER | DAY | WAT | SPA | MOS | ROA | BRH |     |     |
| 1981   | Kremer Racing BP Racing    | Porsche 917 Ford Capri  |     |     |     |     |     |     |     | DNF |     |     |     | DNF |     |     |     |     |     |
| 1982   | Jean Rondeau               | Rondeau M382            | MON | SIL | NÜR | LEM | SPA | MUG | FUJ | BRH |     |     |     |     |     |     |     |     |     |
| 1982   | Jean Rondeau               | Rondeau M382            | DNF |     |     |     |     |     |     |     |     |     |     |     |     |     |     |     |     |
| 1983   | Jean Rondeau               | Rondeau M382            | MON | SIL | NÜR | LEM | SPA | FUJ | KYA |     |     |     |     |     |     |     |     |     |     |
| 1983   | Jean Rondeau               | Rondeau M382            | DNF |     |     |     |     |     |     |     |     |     |     |     |     |     |     |     |     |
| 1984   | Scuderia Jolly Club        | Lancia LC2              | MON | SIL | LEM | NÜR | BRH | MOS | SPA | IMO | FUJ | KYA | SAN |     |     |     |     |     |     |
| 1984   | Scuderia Jolly Club        | Lancia LC2              | DNF |     |     |     |     |     |     |     |     |     |     |     |     |     |     |     |     |
| 1991   | Graff Racing               | Spice SE88C             | SUZ | MON | SIL | LEM | NÜR | MAG | MEX | AUT |     |     |     |     |     |     |     |     |     |
| 1991   | Graff Racing               | Spice SE88C             | DNF |     |     |     |     |     |     |     |     |     |     |     |     |     |     |     |     |